# كلايتون (إلينوي)
كلايتون (بالإنجليزية: Clayton)‏ هي معلم جغرافي تقع في الولايات المتحدة في إلينوي. يقدر عدد سكانها بـ 709 نسمة .

## الموقع الجغرافي
الموقع الجغرافي للمناطق المحيطة بهذه النقطة هو كالتالي:

## أعلام
- لويس عمر
- جون أندرسون